# Балюки
Балюки́ — село Миргородського району Полтавської області. Населення станом на 2001 рік становило 453 особи. Входить до Великобагачанської селищної об'єднаної територіальної громади з адміністративним центром у смт Велика Багачка.

## Географія
Село Балюки знаходиться на відстані 0,5 км від села Якимове. По селу протікає пересихаючий струмок із загатою.
Віддаль до центру громади — 13 км. Найближчі залізничні станції: Гоголеве — за 32 км, Матяшівка — за 33 км.

## Історія
Село Балюки виникло в кінці XVIII ст. як хутір козака Балюка. Він належав до Багацької сотні Київського намісництва.
Назва села походить від імені легендарного першого поселенця козака Балюка.
На карті 1869 року поселення було позначене як хутір Білюки. Пізніше він став групою хуторів Балюки.
За переписом 1900 року на хуторі Балюках Багачанської волості Миргородського повіту Полтавської губернії разом з іншими поселеннями (село Миколаївка, хутори Розсошин, Бехтерщина, Писаренків, Якимова, Бочкарів, Кобликів, Дубкова, Лукаші) була Миколаївська козацька громада, що об'єднувала 558 дворів, 3876 жителів, було дві школи — земська і грамоти.
У 1912 році у хуторі Балюках було 143 жителя, діяла земська школа.
У січні 1918 року розпочалась радянська окупація
Станом на 7 вересня 1923 року село було центром Балюківської сільської ради Устивицького району Лубенської округи.
Станом на 1 лютого 1925 року Балюки належали до Великобагачанського району Лубенської округи.
У 1932–1933 роках внаслідок Голодомору, проведеного радянським урядом, у селі загинуло 56 мешканців, у тому числі встановлено імена 127 загиблих.
З 16 вересня 1941 по 14 вересня 1943 року Балюки були окуповані німецько-фашистськими військами.
У 1957 році в селі було встановлено пам'ятник воїнам-односельцям, які полягли під час Німецько-радянської війни.
Село входило до Якимівської сільської ради Великобагачанського району.
12 жовтня 2016 року шляхом об'єднання Великобагачанської селищної ради та Багачанської Першої, Радивонівської, Степанівської, Якимівської сільських рад Великобагачанського району була утворена Великобагачанська селищна об'єднана територіальна громада з адміністративним центром у смт Велика Багачка.

## Політика

### Парламентські вибори, 2019
На позачергових парламентських виборах 2019 року у селі функціонувала окрема виборча дільниця № 530035, розташована у приміщенні школи.
Результати
- зареєстровано 247 виборців, явка 61,13%, найбільше голосів віддано за Слугу народу — 42,28%, за Радикальну партію Олега Ляшка — 23,49%, за Опозиційну платформу — За життя — 8,72%.[2] В одномандатному окрузі найбільше голосів отримав Костянтин Іщейкін (самовисування) — 33,33%, за Анастасію Ляшенко (Слуга народу) — 27,78%, за Дарину Гермаш (самовисування) — 9,72%[3].

## Пам'ятки історії
- Пам'ятник воїнам-односельцям[d], які полягли під час Німецько-радянської війни
- Братська могила[d] радянських воїнів, які полягли 1943 року

## Персоналії
- Лозо Іван Афанасійович (1920–1990) — український вчений-правознавець, кандидат юридичних наук (1952), професор (1976).